# Фук, Антуанетта
Антуанетта Фук (фр. Antoinette Fouque; 1 октября 1936, Марсель, Франция — 20 февраля 2014, Париж, там же) — французский психоаналитик, издательница, эссеистка и общественная деятельница, одна из ключевых фигур «Движения за освобождение женщин» (MLF). Депутат Европейского парламента от Радикальной левой партии (1994—1999), доктор политических наук.

## Биография

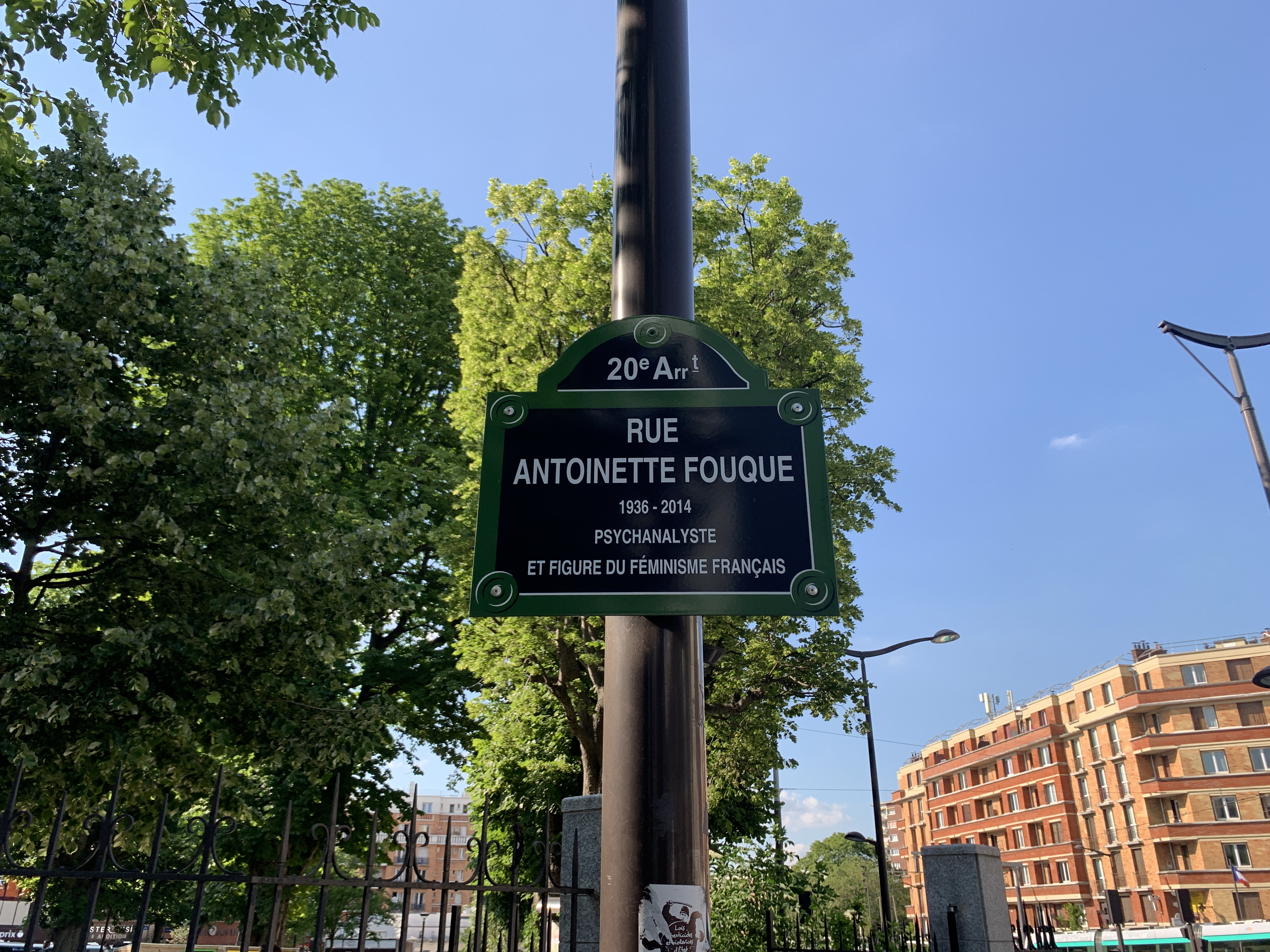
Памятная табличка на Улица Антуанетты Фук в 20-м округе Парижа

### Ранние годы
Антуанетта Фук родилась 1 октября 1936 года в бедном районе Марселя, в семье Алексиса и Винсенты Груньярди. Её отец был корсиканским синдикалистом, а мать эмигрировала во Францию из Калабрии по экономическим причинам. Будучи старшей дочерью в многодетной семье итальянских иммигрантов, Винсента не получила образования и, по словам Фук, не умела ни читать, ни писать.
Антуанетта изучала литературу в Экс-ан-Провансе, затем некоторое время работала учительницей. В 1959 году она вышла замуж за Рене Фука (René Fouque). Вскоре супруги переехали в Париж, где Фук продолжила изучение литературы в Сорбонне. Кроме того, в качестве литературного критика и переводчицы она сотрудничала с такими журналами, как Les Cahiers du Sud, Mercure de France и La Quinzaine littéraire. В 1964 году у неё родилась дочь, названная Винсентой. Это событие, по её собственному признанию, помогло ей осознать, с какими трудностями сталкиваются замужние молодые матери, особенно в интеллектуальной среде.
В 1960-х годах Фук поступила в EPHE, где собиралась писать диссертацию о литературном авангарде под руководством Ролана Барта, но в итоге сосредоточилась на активизме. Тем не менее она продолжила аналитическую работу с Жаком Лаканом, чьи семинары и клинические лекции также посещала, параллельно занимаясь психоанализом с Люс Иригарей и Белой Грунбергером. Тогда же через общую подругу, Жозиану Шанель (Josiane Chanel), Фук познакомилась с молодой романисткой Моник Виттиг.

### Участие в женском движении
В октябре 1968 года, через полгода после майских событий, Антуанетта Фук, Моник Виттиг и Жозиана Шанель основали «Движение за освобождение женщин» (фр. Mouvement de libération des femmes, сокращённо MLF), которое стало «реакцией на маскулинность студенческого движения» (некоторые авторы утверждают, что MLF было сформировано и получило своё название не ранее 1970 года; роль Фук как его соосновательницы также оспаривается). Фук возглавила исследовательскую группу MLF, «Психоанализ и политика» (Psychanalyse et Politique), ставшую одним из основных направлений французского феминизма того времени. Вместе с тем она избегала коллективных и медийных инициатив движения, которые в большей степени способствовали его популяризации, хотя и подписала составленный Симоной де Бовуар весной 1971 года «Манифест трёхсот сорока трёх» за право на аборт.
В декабре 1972 года Фук помогла учредить одно из первых в мире издательств феминистской направленности Des Femmes, профинансированное меценаткой Сильвиной Буассоннас. Спустя несколько лет она открыла три книжных магазина, посвящённых женским исследованиям, в Париже (1974), Лионе (1976) и Марселе (1977), а также начала издавать газету под названием Le Quotidien des femmes (дословно — «Женский ежедневник»). Кроме того, в 1980 году Фук собрала и выпустила первую во Франции коллекцию аудиокниг Bibliothèque des voix. Осенью 1979 года она зарегистрировала название и логотип MLF как собственность своей группы, что было воспринято как возмутительное присвоение децентрализованного коллективного движения, у которого, по мнению большинства его участниц, не могло быть официального представительства. Это привело к расколу между «Психоанализом и политикой» и другими группами MLF, на стороне которых в том числе выступала де Бовуар.
Опираясь на свой издательский опыт, Фук инициировала создание Le Dictionnaire universel des créatrices, трёхтомного библиографического словаря о выдающихся женщинах, выпущенного Des Femmes в ноябре 2013 года. Каждый том насчитывает 4900 страниц, на которых расположились в общей сложности 10 000 имён.

### Политическая деятельность
С 1980-х годов Антуанетта Фук всё больше вовлекалась в политическую деятельность. В 1989 году она создала и возглавила Женский альянс за демократию (l'Alliance des femmes pour la démocratie), который выдвинул списки своих кандидатов сначала на муниципальных (1989), а затем на региональных выборах (1992).
В 1992 году Фук защитила докторскую диссертацию по политическим наукам в Университете Париж VIII Сен-Дени, где в дальнейшем вела семинары по политологии и руководила исследованиями. В 1994 году она успешно баллотировалась на выборах в Европейский парламент по списку Радикальной левой партии, которую тогда возглавлял Бернар Тапи. В течение срока своих полномочий, длившихся с 1994 по 1999 год, она была заместителем председателя Комитета по правам женщин, а также входила в Комитет по гражданским свободам и внутренним делам и Комитет по международным делам, безопасности и оборонной политике.
В 2007 году Фук подписала опубликованное в журнале Le Nouvel Observateur открытое письмо 150 французских интеллектуалов, призывавших голосовать на президентских выборах за социалистку Сеголен Руаяль или, иными словами, «„против правого крыла высокомерия“, за „левых надежды“».

### Болезнь и смерть
В подростковом возрасте у Антуанетты Фук было диагностировано нейродегенеративное заболевание, которое постепенно лишило её возможности пользоваться руками и ногами. Бо́льшую часть своей жизни она передвигалась на инвалидной коляске.
Фук умерла от сердечного приступа 20 февраля 2014 года в Париже, в возрасте 77 лет. 26 февраля она была похоронена на Кладбище Монпарнас.

## Взгляды и идеи
В феминистском дискурсе Антуанетта Фук занимала главным образом эссенциалистскую позицию, в значительной степени основанную на психоанализе. Сама Фук отказывалась называть себя феминисткой. Она обвиняла феминизм в редукционизме и подыгрывании патриархату, противопоставляя его «освобождению женщин».
Фук отвергала экзистенциализм Симоны де Бовуар — как отмечала Элизабет Рудинеско, «для неё [Фук] ты не становишься женщиной, ты есть женщина». В противовес фаллическому монизму Зигмунда Фрейда и Жака Лакана Фук развивала «феминологию» (фр. féminologie), описанную ей в сборниках эссе Il y a deux sexes (1995), Gravidanza (2007) и Génésique (2012). Она выдвинула гипотезу о существовании специфически женского либидо — «маточного либидо», или libido creandi (от лат. créer — «создавать»), «расположенного на постфаллической генитальной стадии», орально-генитального типа. Фук считала, что в основе женоненавистничества лежит фундаментальная зависть мужчин к репродуктивным способностям женщин, которую она называла «завистью к матке», и что женская зависть к пенису является лишь её ширмой.
По мнению Фук, женщины должны стремиться к тому, чтобы разнообразить общество и преобразовать его в соответствии со своими нуждами и интересами. Для исследования того, как женщины применяют иной подход к политике, культуре и обществу, она использовала концепцию «генитальности» (фр. génitalité). Генитальность она связывала как с «зарождением» (génération), или созданием, так и c «щедростью» (générosité), включающей гостеприимство по отношению к «другому» — принятие, основанное на способности к зачатию и вынашиванию плода, то есть «инородного тела». Феминизм же, в её понимании, связан с риском гомогенизации, а именно уподобления женщин мужчинам, так как требует недифференцированного равенства. Такую позицию резко критиковали сторонницы других течений MLF и особенно радикальные феминистки, в том числе Моник Виттиг, для которых «половые различия» были прежде всего обусловлены гендерным доминированием.